# Mustafa III
Mustafa III (Istanboel, 28 januari 1717 – aldaar, 21 januari 1774) was de 26e Sultan van het Osmaanse Rijk en volgde in 1757 zijn neef Osman III op. 
Mustafa III was een zoon van Ahmed III. Tijdens zijn regering voerden de Turken een oorlog met de Russen, waarin de vloot vernietigd werd en de Krim voor de Turken verloren ging. Mustafa III trok Europese officieren aan om het leger te moderniseren.
Na zijn dood in 1774 werd hij opgevolgd door zijn broer Abdülhamit I.